# Жак-Рене Ебер
Жак-Рене Ебер (15 листопада 1757 , Алансон  — 24 березня 1794 , Париж ) — діяч Французької революції, лівий якобінець, «ватажок» ебертистів і захисник санкюлотів, письменник.

## Життєпис
Жак Рене Ебер народився 15 листопада 1757 року в Алансоні, місті на північному заході Франції, походив з родини ювеліра. Жак Рене був другим з чотирьох дітей в сім'ї. 
Освітою хлопчика займалася мати. Вона вирішила, що йому слід поступити у колеж Апансона замість того, щоб податися в підмайстри до свого дядька, який займався, як і всі в їхній родині, ювелірною торгівлею. Після закінчення колежу Ебер отримав місце клерка в офісі прокурора. Але, незабаром проти нього було порушено кримінальну справу за образу бездарного лікаря. Він її програв, і в 1779 році був оштрафований на 1000 ліврів. Ця сума розорила сім'ю. Після цього він виїхав з Алансона в Руан, звідки незабаром відправився в Париж. Там він змушений був терпіти злидні і голод. У 1786 році він отримав невелику посаду білетера в Театрі Вар'єте. Зрештою, він звернувся до одного знайомого лікаря, який знайшов для нього роботу: відредагувати чийсь рукопис.
Завдяки своїй газеті «Татусь Дюшен», заснованій влітку 1790 року, став одним з популярних діячів Французької революції. В своїй газеті  він висвітлював політичні події популярною, нерідко грубою мовою.
На початку 1791 року Ебер став членом Клубу Кордельєрів (в липні 1792 року його обрали головою Клубу). Брав участь у повстанні 10 серпня 1792 року будучи членом міської ради і комісаром Паризької комуни. У тому ж місяці вступив в Якобінський клуб. У грудні 1792 року Ебер був обраний заступником прокурора Паризької комуни. Сприяв падіння жирондистів, які його заарештували 25 травня 1793, але під тиском народних мас змушені були звільнити.
Ебер стояв на чолі ебертистів, котрі намагалися відстояти необхідність посилення революційного терору,  вимагали скасування християнського богослужіння і введення «культу Розуму»; звинувачував реформіста Дантона і Робесп'єра в посяганні на свободу. Робесп'єр звинуватив ебертистів у моральній розбещеності, анархізмі й зраді батьківщини і подав сигнал до їхнього переслідування. 14 березня 1794 року уряд заарештував ебертистів. За сфабрикованою справою рішенням Революційного трибуналу 24 березня 1794 року Ебер разом з товаришами був гільйотинований.